# 張允 (荊州)
| 姓名         | 張允       |
| 時代         | 後漢時代   |
| 生没年       | 〔不詳〕   |
| 字・別号     | 〔不詳〕   |
| 出身地       | 〔不詳〕   |
| 職官         | 〔不詳〕   |
| 爵位・号等   | -          |
| 陣営・所属等 | 劉表       |
| 家族・一族   | 従父：劉表 |

張 允（ちょう いん、生没年不詳）は、中国後漢時代末期の政治家、武将。従父は劉表（劉表の甥。劉表の姉か妹の子）。

## 事跡
蔡瑁と共に劉表から信任を受けた。また後継者問題では、蔡瑁の姪婿にあたる劉琮の後継を支持し、兄の劉琦を退けようと謀った。劉表の病が重くなると、江夏を守備していた劉琦が見舞いに戻ってきた。張允と蔡瑁は、これを劉表に会わせると後継を考え直す可能性があると勘ぐり、理由をつけて追い返した。やはり劉表死後は劉琮が後継したが、まもなく曹操の荊州進攻が始まったため、劉琮は戦わずして降伏した。張允についても、これ以上の記述は史書に見当たらない。

### 三国志演義
小説『三国志演義』でも登場し、史実同様に劉琮後継のため暗躍する。劉琮が曹操に降伏した後は、蔡瑁と共に曹操から水軍の指揮を任される。赤壁の戦いの緒戦である三江口の戦いでは、蔡瑁・張允は孫権軍に大敗したため、名誉挽回を期して水軍の訓練を再開する。ところが孫権軍の周瑜は、蔡瑁・張允の両名の手腕を警戒し、曹操の間諜として訪れてきた蔣幹に、蔡・張が内通しているとの偽情報を掴ませる。これを蔣幹から聞いた曹操は怒り、両名を呼び寄せて叱責したところ、両名が動揺して言い訳ひとつできなかったため、直ちに処刑してしまう。処刑後、曹操は自分が偽情報にかかったことを悟り、いたく後悔したと描かれている。

## 注
1. ↑  『後漢書』劉表伝原文は「又（劉表）妻弟蔡瑁及（劉表）外甥張允並得幸於（劉）表」、魏文帝（曹丕）『典論』姦讒篇は「至蔡氏有寵、其弟蔡瑁、（劉）表甥張允、並幸于（劉）表」。